# Louisa Chirico
Louisa Chirico (* 16. Mai 1996 in Morristown, New Jersey) ist eine US-amerikanische Tennisspielerin.

## Karriere
Chirico begann mit sieben Jahren mit Tennisspielen, ihr bevorzugter Belag ist der Sandplatz. Sie spielt überwiegend auf Turnieren des ITF Women’s Circuit, bei denen sie bislang sieben Einzel- und zwei Doppeltitel gewonnen hat.
Für die US Open 2014 erhielten sie und ihre Partnerin Katerina Stewart eine Wildcard für das Hauptfeld im Damendoppel, wo sie aber in der ersten Runde scheiterten. Bei den Australian Open besiegte sie 2015 in der Qualifikation zunächst Maddison Inglis, ehe sie gegen Richèl Hogenkamp ausschied.
Auf der WTA Tour spielte sich Chirico 2015 in Acapulco über die Qualifikation ins Hauptfeld, wo sie Mariana Duque Mariño knapp in drei Sätzen unterlag. Bei den BNP Paribas Open konnte sie mit einer Wildcard im Hauptfeld an den Start gehen, sie unterlag dort in der ersten Runde Donna Vekić in zwei Sätzen. Bei den Claro Open Colsanitas konnte sie direkt im Hauptfeld antreten, sie scheiterte aber erneut in Runde eins gegen die topgesetzte spätere Halbfinalistin Elina Switolina. Auch für die French Open 2015 erhielt sie eine Wildcard für das Hauptfeld, sie unterlag dort in der ersten Runde Jekaterina Makarowa.

## Turniersiege

### Einzel
| Nr. | Datum            | Turnier         | Kategorie   | Belag     | Finalgegnerin            | Ergebnis        |
| --- | ---------------- | --------------- | ----------- | --------- | ------------------------ | --------------- |
| 1.  | 27. Mai 2012     | Sumter          | ITF $10.000 | Hartplatz | Victoria Duval           | 6:4, 6:3        |
| 2.  | 15. Juni 2014    | Padua           | ITF $25.000 | Sand      | Paula Cristina Gonçalves | 6:2, 1:6, 7:63  |
| 3.  | 26. April 2015   | Dothan          | ITF $50.000 | Sand      | Katerina Stewart         | 7:61, 3:6, 7:61 |
| 4.  | 17. März 2019    | São Paulo       | ITF $25.000 | Sand      | Danka Kovinić            | 7:5, 6:2        |
| 5.  | 24. April 2022   | Charlottesville | ITF W60     | Sand      | Wang Xiyu                | 6:4, 6:3        |
| 6.  | 28. April 2024   | Charlottesville | ITF W75     | Sand      | Kayla Day                | 6:1, 7:5        |
| 7.  | 3. November 2024 | Toronto         | ITF W75     | Hartplatz | Kayla Cross              | 7:65, 6:3       |

### Doppel
| Nr. | Datum         | Turnier              | Kategorie   | Belag | Partnerin    | Finalgegnerinnen               | Ergebnis |
| --- | ------------- | -------------------- | ----------- | ----- | ------------ | ------------------------------ | -------- |
| 1.  | 4. Mai 2013   | Indian Harbour Beach | ITF $50.000 | Sand  | Jan Abaza    | Asia Muhammad Allie Will       | 6:4, 6:4 |
| 2.  | 21. Juni 2014 | Lenzerheide          | ITF $25.000 | Sand  | Sanaz Marand | Jang Su-jeong Justyna Jegiołka | 6:3, 6:4 |

## Abschneiden bei Grand-Slam-Turnieren

### Einzel
| Turnier         | 2013 | 2014 | 2015 | 2016 | 2017 | 2018 | 2019 | 2020 | 2021 | 2022 | 2023 | 2024 | 2025 | Karriere |
| --------------- | ---- | ---- | ---- | ---- | ---- | ---- | ---- | ---- | ---- | ---- | ---- | ---- | ---- | -------- |
| Australian Open | —    | —    | Q2   | —    | 1    | Q1   | —    | —    | —    | —    | Q1   | —    | Q1   | 1        |
| French Open     | —    | —    | 1    | 2    | 1    | —    | —    | —    | Q1   | Q2   | —    | —    | Q1   | 2        |
| Wimbledon       | —    | —    | Q3   | 1    | Q1   | —    | —    |      | —    | 1    | —    | Q1   | Q1   | 1        |
| US Open         | Q3   | Q2   | 1    | 1    | Q2   | —    | —    | —    | Q1   | Q1   | Q2   | Q1   |      | 1        |

Zeichenerklärung: S = Turniersieg; F, HF, VF, AF = Einzug ins Finale / Halbfinale / Viertelfinale / Achtelfinale; 1, 2, 3 = Ausscheiden in der 1. / 2. / 3. Hauptrunde; Q1, Q2, Q3 = Ausscheiden in der 1. / 2. / 3. Qualifikationsrunde; nicht ausgetragen

### Doppel
| Turnier         | 2014 | 2015 | 2016 | 2017 | Karriere |
| --------------- | ---- | ---- | ---- | ---- | -------- |
| Australian Open | —    | —    | —    | 2    | 2        |
| French Open     | —    | —    | 1    | —    | 1        |
| Wimbledon       | —    | —    | 1    | —    | 1        |
| US Open         | 1    | —    | 2    | —    | 2        |